# Armando Menocal
Armando José Isabel García-Menocal y García-Menocal  (La Habana, 8 de julio de 1863-La Habana, 28 de septiembre de 1942) fue un pintor cubano activo entre el último cuarto del siglo XIX y las tres primeras décadas del siglo XX. Llegó a ocupar la máxima dirección de la Academia de Bellas Artes de La Habana. Es considerado, junto a su compatriota Leopoldo Romañach, uno de los maestros de la transición artística entre los dos siglos. 
Testigo y partícipe de los acontecimientos políticos que tuvieron lugar en la isla de Cuba en el período de la segunda Guerra de Independencia (1895-1898) tomó parte activa en ésta, donde alcanzó el grado de comandante en el 5.º Cuerpo del Ejército Libertador, sin abandono por tanto de su labor artística. Después de la guerra regresó a su Cátedra en la Escuela de Pintura y Escultura San Alejandro en La Habana, continuando su estilo de trabajo como retratista y paisajista ––que le había valido el reconocimiento de la crítica ya antes de aquella–– al que incorporó el elemento épico resultado de sus vivencias durante la contienda (La muerte de Maceo, Asamblea mambisa). 

## Familia y primeros años de formación
La familia García-Menocal tiene antiguos orígenes en el municipio cántabro de Polanco, desde donde algunos de sus miembros partieron a establecerse a fines del siglo XVII en La Habana, capital de lo que ya era la Capitanía General de Cuba en el Virreinato de Nueva España, fundando con su descendencia una numerosísima familia.
La forma de escribir este apellido compuesto varía según las fuentes y la cronología: García-Menocal y también García Menocal. En muchas ocasiones se cita por omisión solo el segundo componente: Menocal.
Armando, cuarto y último hijo nacido de Rafael García-Menocal y Rivas y de María del Rosario García-Menocal y Martin, fue bautizado el 7 de agosto de 1863 en la Iglesia de término de Nuestra Señora de Guadalupe, extramuros de la ciudad de La Habana. Fallecido su padre en 1866, la viuda y los cuatro hijos menores (Raimundo diez años, Ana María siete, Narciso cinco, y Armando tres años) quedaron al amparo de un hermano de aquella, en calidad de curador ad bona de los pocos bienes heredados del difunto,  y que fueron pronto subastados en beneficio de aquella prole. 
No se dispone de muchos datos en relación con la valoración de los primeros años de formación artística de Armando Menocal, pero en todo caso se conoce que realizó sus estudios elementales como externo en la Escuela de Pintura y Escultura de San Alejandro entre 1876 y 1881 y que más tarde obtuvo un pensionado en la Real Academia de Bellas Artes de San Fernando en Madrid, desde donde regresó para instalar su estudio en La Habana en mayo de 1889. 
En San Alejandro habría tenido como maestros, entre otros, a Francisco Cisneros y Ramón Bear,  fallecidos, el primero en 1879 y en 1880 el segundo. A Bear lo sustituyó en la cátedra de Dibujo Elemental el profesor Antonio Herrera, que la ocupó hasta 1891, cuando a su fallecimiento Menocal cubriría la vacante interinamente.
Otro de sus profesores, Miguel Melero, titular de la cátedra de Colorido, era director de San Alejandro desde 1878. Junto con Luis Mendoza y Sandrino, segundo profesor de Dibujo Elemental, y profesor Auxiliar de Antiguo griego desde 1877, fueron de los que mayor influencia ejercieron en el alumno Menocal en esta primera etapa de formación, como se deduce de sus propias palabras.
A su regreso de Madrid en 1889, las dos primeras críticas conocidas de su obra fueron publicadas en el diario habanero La Discusión, ambas redactadas por el escritor y periodista Julián del Casal bajo el seudónimo de «Hernani», una el 27 de diciembre de 1889 y la otra el 13 de febrero de 1890

## La jura de Santa Gadea(1887)

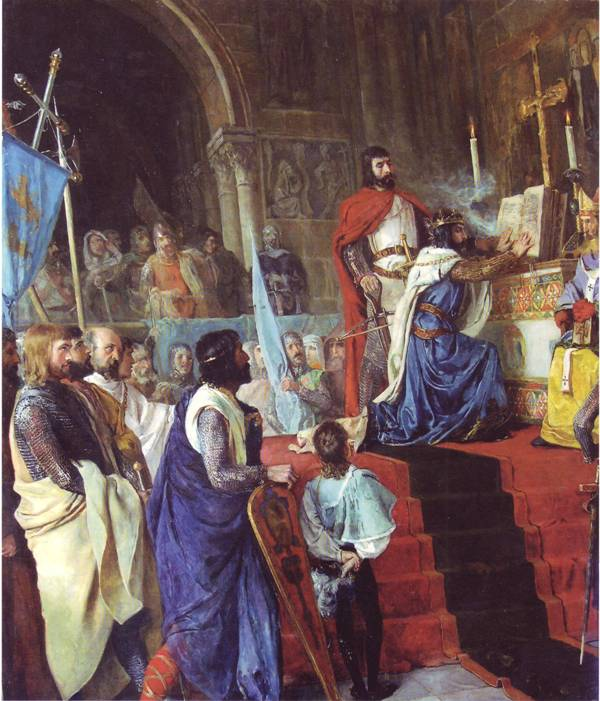
La Jura de Santa Gadea. Lienzo de Armando Menocal. (1887).

En 1887, Armando Menocal pintó un lienzo titulado La jura de Santa Gadea, en el que plasmó un acontecimiento legendario que habría ocurrido en diciembre de 1072 en la iglesia de Santa Gadea de Burgos. 
Según la tradición, Alfonso VI el Bravo, rey de Castilla y León, hubo de prestar juramento en público, conminado por el Cid Campeador, de que no había tomado parte en el asesinato de su hermano, el rey Sancho II el Fuerte, quien había sido asesinado ese mismo año mientras sitiaba la ciudad de Zamora.
La pintura fue donada al municipio español de Alfafar por los herederos del conde de Romrée. La entrega al Ayuntamiento se formalizó el 2 de julio de 1965. El Instituto de Restauración de Patrimonio de la Universidad Politécnica de Valencia restauró la obra durante el verano de 2007. El lienzo se conserva en el Ayuntamiento de la localidad valenciana de Alfafar.

## Carrera profesional
A la par que la artística, Menocal ejerció la carrera docente en la Escuela de Pintura de La Habana prácticamente durante toda su vida activa. 
Como resultado de la vacante producida por el fallecimiento, el 10 de julio de 1891, del profesor de Dibujo Elemental Diego Antonio de Herrera, y siendo la Escuela subsidiaria de la Universidad de La Habana, el rector, Joaquín F. Lastres ––con potestad para proponer pero no para nombrar directamente a los profesores–– dirigió el día 20 una solicitud en ese sentido proponiendo al gobernador general, Camilo García de Polavieja y del Castillo, la candidatura de Menocal, que tomó posesión del cargo una vez autorizado el 30 de julio de ese mismo año. Más adelante, y resuelto un tecnicismo que retardó unos meses el pago de su sueldo se le adjudicó en propiedad la Cátedra de Dibujo Elemental, que conservaría hasta su adhesión al Ejército Libertador en campaña una vez rotas las hostilidades en 1895.
En el ínterin de 1891-1895 Menocal continuó pintando fundamentalmente retratos, y la producción en esos años llegó a ser considerable, en virtud de numerosos encargos particulares. La sola excepción de la regla la constituye un cuadro de tema histórico, del que se desconoce si fue solicitado previamente por alguna institución oficial o realizado para una ocasión específica.
Con motivo del advenimiento del cuarto centenario del descubrimiento del Nuevo Mundo (1492-1892) el gobierno estadounidense convocó al resto de las naciones para realizar una Feria Universal al estilo de la que se tuvo en París en 1889 por el centenario de la Revolución francesa.
Desde mediados del año 1892 el anuncio de la Exposición Mundial Colombina de Chicago suscitó vivo interés en la Isla, considerando la oportunidad de presentar sus productos en un escenario internacional. Al efecto se nombró representante expositor de Cuba y Puerto Rico al Sr. Rosendo Fernández. La Habana fue la principal base logística y punto de reunión de expositores y visitantes que pasaban de allí a la Feria. Réplicas de las carabelas de la primera expedición de Cristóbal Colón largaron del puerto con dirección a Estados Unidos en abril de 1893, y a principios de mayo tuvo lugar una corta visita de paso de la infanta Eulalia de Borbón, hermana del rey Alfonso XII, y su esposo Antonio de Orléans, con el mismo destino.
Menocal acude a la convocatoria con el ya citado cuadro de tema histórico, El embarque de Colón por Bobadilla, un relato pictórico del alejamiento forzoso del Gran Almirante y sus hermanos del gobierno de la isla de La Española en octubre del año 1500.
El óleo, de considerables dimensiones (4,80 m x 3,30 m) se expuso en el vestíbulo del importante Teatro Tacón de La Habana, desde principios de febrero de 1893, antes de enviarse a la Feria. El semanario habanero El Fígaro del día 12 anuncia que publicaría una reproducción en fototipia del cuadro, que efectivamente salió en la edición del día 19. La crítica no escatimó elogios al cuadro, abordando sin excesiva prudencia los detalles históricos. 

[...] Cristóbal Colón, víctima de la arbitrariedad de Bobadilla, aparece a orillas del mar, casi a punto de entrar en el esquife de la carabela que debe conducirle a España.  El noble capitán Vallejo, desde el batel, alarga su mano para que sirva de apoyo al encanecido Almirante, por advertir que se mueve con dificultad, a causa de los grillos que aprisionaban sus pies [...]

La Comisión española a la Exposición Universal toma nota del detalle de las cadenas, pronunciándose en voz del Ministro de la Corona en Estados Unidos y Comisario Regio de España en la Exposición, Enrique Dupuy de Lôme en el sentido de que la obra era políticamente inaceptable en esas condiciones.
El tema de los grillos había creado polémica en otras circunstancias en 1892, cuando al certamen de la Sociedad Aires da Miña Terra en La Habana, el pintor Adriano Magriñat presentó su cuadro La muerte de Colón situándolos  al pie del lecho del Gran Almirante.
Finalmente las cadenas se desvanecieron del cuadro de Menocal y el catálogo oficial de la exposición le asignó número 61, del grupo 140 (pinturas al óleo) en el Departamento K (bellas artes) junto a obras de otros cinco expositores cubanos.
El cuadro estuvo en poder de allegados de Menocal hasta que a finales de los años 1990 fue desenrollado y sometido a restauración. Se exhibe permanentemente en la sala Cambio de siglo del Museo de Bellas Artes en La Habana.